# HD 74156
HD 74156是一個位於長蛇座的黃矮星，光譜類型 G0V，距離太陽211光年。目前該恆星旁已發現兩顆系外行星。

## 恆星狀態
HD 74156的質量比太陽高24%，半徑比太陽大64%。其光度是太陽的2.96倍，表面溫度5960 K，年齡大約是37億年，金屬量是太陽的1.35倍。

## 行星系統
2001年4月在該恆星旁發現兩顆氣體巨行星。第一顆行星HD 74156 b距離母恆星距離比水星和太陽之間距離更短，且軌道離心率極高。第二顆行星HD 74156 c是長週期的巨行星，質量至少是木星的8倍，以半長軸3.90天文單位的橢圓軌道運行。
| 成員 (依恆星距離) | 质量            | 半長軸 (AU)       | 轨道周期 (天)  | 離心率      | 傾角 | 半径 |
| ----------------- | --------------- | ----------------- | -------------- | ----------- | ---- | ---- |
| b                 | >1.78 ± 0.04 MJ | 0.29169 ± 0.00001 | 51.638 ± 0.004 | 0.63 ± 0.01 | —    | —    |
| c                 | >8.2 ± 0.2 MJ   | 3.90 ± 0.02       | 2520 ± 15      | 0.38 ± 0.02 | —    | —    |

### 宣稱的第三顆行星
鑒於該行星系統的兩顆行星軌道是共面狀態下，有推測指必須有位於兩顆已知行星之間，距離母恆星0.9到1.4天文單位，最低質量相當於土星的第三行星存在以維持穩定性。依照「緊密行星系統假說」（Packed Planetary Systems hypothesis），其中可能另有一顆行星。
2007年9月有宣稱指在已發現兩顆行星之間有另一顆橢圓形軌道的行星存在。宣稱的該行星是環繞在可以讓它穩定存在的區域之中，證實了緊密行星系統假說。但是 Roman V. Baluev 對此表示懷疑，並認為觀測到的變化可能是週期性錯誤。霍比-埃伯利望远镜的後續觀測也無法確認其存在，凱克天文台的高解析度階梯光柵光譜儀（HIRES）也顯示該宣稱的第三顆行星不存在。

## 外部連結
- . The Extrasolar Planets Encyclopaedia.   [2012-02-02]. （原始内容存档于2012-05-16）.
- John Whatmough. . Extrasolar Visions.   [2012-02-02]. （原始内容存档于2012-02-05）.
- Extrasolar Planet Interactions（页面存档备份，存于） by Rory Barnes & Richard Greenberg, Lunar and Planetary Lab, University of Arizona